# Александар Правдић
Александар Правдић (Чачак, 1958) српски је политичар. Бивши је потпредседник Владе Србије (2001-2004). 

## Биографија
Дипломирао је на Економском факултету Универзитета у Београду и до 2000. године био запослен као економиста у Дому здравља у Горњем Милановцу. Дугогодишњи је члан Демократске странке Србије и више пута је био на изборним функцијама у странци као члан Главног одбора ДСС. Био је и потпредседник ДСС-а, а за посланика Савезне скупштине СР Југославије изабран је 2000. године, када се преселио у Београд.
Од 2005. године, Александар Правдић је именован од стране Владе за генералног директора Галенике, највеће фармацеутске компаније у Србији, која је и даље у државном власништву. Награда му је додељена као „најбољи менаџер у Србији“ за 2007. годину јер је под његовим руководством Галеника значајно унапредила своје пословање. Ожењен је и има двоје деце.
Тренутно је члан Саветодавног већа ДСС.